# Étienne Krähenbühl (Dirigent)
Étienne Krähenbühl (* 1935; † 23. September 1985 in Basel) war ein Schweizer Dirigent und Musiker. 
Von 1972 bis 1985 leitete er den 1911 gegründeten Basler Bach-Chor (BBC), von 1977 bis 1985 zusätzlich den 1824 gegründeten Basler Gesangverein, den er mit der neueren Aufführungspraxis alter Werke vertraut machte. Er wirkte ausserdem als Vizedirigent der Knabenkantorei Basel und arbeitete mit dem bekannten Dirigenten Fritz Näf zusammen. Von 1965 bis 1976 war er Dirigent der Stadtsänger Winterthur.
Krähenbühl starb 1985 im Alter von 50 Jahren bei einem Verkehrsunfall.
| Personendaten    | Personendaten                  |
| ---------------- | ------------------------------ |
| NAME             | Krähenbühl, Étienne            |
| KURZBESCHREIBUNG | Schweizer Dirigent und Musiker |
| GEBURTSDATUM     | 1935                           |
| STERBEDATUM      | 23. September 1985             |
| STERBEORT        | Basel                          |